# Män som hatar kvinnor (film)
Män som hatar kvinnor är en svensk thriller från 2009 av Niels Arden Oplev med Michael Nyqvist, Noomi Rapace och Sven-Bertil Taube m.fl. 
Filmen baserar sig på Stieg Larssons roman med samma namn och hade svensk biopremiär den 25 februari i Larssons födelseort Skelleftehamn och på övriga biografer den 27 februari 2009. Efter bara 30 dagar hade filmen setts av 1,8 miljoner biobesökare i Skandinavien, vilket är nordiskt rekord. Män som hatar kvinnor är, som i augusti 2009 hade setts av drygt sex miljoner biobesökare världen över, den tredje mest sedda icke engelskspråkiga filmen i världen under 2009 och har sålts till 25 länder utanför Norden. I slutet av juni 2010 hade Män som hatar kvinnor spelat in över 800 miljoner kronor världen över. Filmen släpptes på DVD den 24 augusti 2009.
Uppföljarna i filmatiseringen av Millennium-trilogin, Flickan som lekte med elden och Luftslottet som sprängdes, hade svensk biopremiär 18 september respektive 27 november 2009.
Män som hatar kvinnor fick 2010 års guldbagge för Bästa Film.

## Handling
Journalisten Mikael Blomkvist har blivit dömd för förtal och vill undslippa uppmärksamheten i Stockholm. Av industrimagnaten Henrik Vanger får han i uppdrag att skriva familjen Vangers släktkrönika, men egentligen vill Vanger att han ska titta närmare på dennes brorsdotter Harriets märkliga försvinnande sommaren 1966. Blomkvist får hjälp av den unga och socialt missanpassade datorhackern Lisbeth Salander. I sitt grävande i familjen Vangers förflutna snubblar de över en mörkare och blodigare historia än vad de kunnat föreställa sig.

## Rollista
- Michael Nyqvist – Mikael Blomkvist
  - Jesper Larsson – ung Mikael Blomkvist
- Noomi Rapace – Lisbeth Salander
  - Tehilla Blad – ung Lisbeth Salander
- Lena Endre – Erika Berger
- Sven-Bertil Taube – Henrik Vanger
- Peter Haber – Martin Vanger
- Peter Andersson – Nils Bjurman
- Marika Lagercrantz – Cecilia Vanger
- Ingvar Hirdwall – Dirch Frode
- Björn Granath – Gustav Morell
- Ewa Fröling – Harriet Vanger
  - Julia Sporre – ung Harriet Vanger
- Per Oscarsson – Holger Palmgren
- Michalis Koutsogiannakis – Dragan Armanskij
- Annika Hallin – Annika Giannini
- Sofia Ledarp – Malin Eriksson
- Tomas Köhler – Plague
- David Dencik – Janne Dahlman
- Stefan Sauk – Hans-Erik Wennerström
- Gösta Bredefeldt – Harald Vanger
- Fredrik Ohlsson – Gunnar Brännlund
- Jacob Ericksson – Christer Malm
- Gunnel Lindblom – Isabella Vanger
- Reuben Sallmander – Enrico Giannini
- Yasmine Garbi – Mimmi Wu
- Margareta Stone – Birgit Falk
- Christian Fiedler – Otto Falk
- Georgi Staykov – Alexander Zalachenko
- Emil Almén – polis i Dalarna
- Pale Olofsson – domare
- Mikael Rahm – bildredaktör
- Willie Andréason – Birger Vanger
- Jan Mybrand – ekonomichef
- Lennart R. Svensson – polisman i skogen
- Barbro Enberg – äldre dam
- Alexandra Pascalidou – kvinnlig tv-reporter
- Siewert Öholm – programledare
- Lisbeth Åkerman – nyhetsuppläsare i tv
- Alexandra Hummingson - journalist

## Om filmen
Filmen parodierades på Guldbaggegalan 2010 med titeln Bröllopsfotografen som hatar kvinnor tillsammans med filmen Bröllopsfotografen.
En amerikansk version av filmen spelades in under 2010 och hade premiär 2011. Den amerikanska titeln är The Girl with the Dragon Tattoo. Filmen regisserades av David Fincher och spelades in på olika platser i Sverige. I rollerna syns bland annat Rooney Mara som Lisbeth Salander, Daniel Craig som Mikael Blomkvist samt Robin Wright, Stellan Skarsgård och Christopher Plummer.

## Priser
Män som hatar kvinnor har mottagit många filmpriser och prisnomineringar världen över. Bland annat vann filmen:
- BAFTA Awards 2011 för bästa utländska film. [6]
- Guldbaggen 2010 för bästa film, bästa kvinnliga huvudroll och biopublikens pris. [7]
- Satellite Awards 2010 för bästa utländska film och bästa kvinnliga huvudroll - drama. [6]
- Empire Awards 2011 för bästa thrillerfilm och bästa kvinnliga huvudroll. [6]